# Wilhelm Agrell
Hans Wilhelm Kristofer Agrell (nacido el 13 de octubre de 1950) es un escritor e historiador sueco especializado en el área de estudios de paz y conflictos. Su autoría se ha centrado principalmente en la política exterior, la política de seguridad y la política de defensa sueca durante la Guerra Fría.

## Primeros años
Agrell nació el 13 de octubre de 1950 en Uppsala, Suecia, hijo de sv, un profesor de pedagogía y psicología que trabajaba en el área de psicología militar, y de Estrid (de soltera Ehrenberg). Es nieto de Sigurd Agrell.

## Carrera
Estudió en la Universidad de Estocolmo y obtuvo su licenciatura en 1972. Sirvió en la Escuela del Estado Mayor y Comunicaciones del Ejército Sueco (Arméns stabs- och sambandsskola, StabSbS) de 1972 a 1973. Luego fue enviado al Oriente Medio después de la guerra de Yom Kipur como parte del 52.º Batallón M sueco en la Fuerza de Emergencia de las Naciones Unidas. Posteriormente sirvió en el Estado Mayor del Aire de 1974 a 1976 y fue primer oficial administrativo en el Estado Mayor de Defensa de 1976 a 1978. Comenzó a trabajar en el Instituto de Política de Investigación en 1978 y comenzó estudios de posgrado en la Universidad de Lund ese mismo año, donde obtuvo su doctorado en historia en 1985, con una tesis sobre la doctrina militar sueca de 1945 a 1982. Se convirtió en docente en la Universidad de Lund en 1987 y desde 2006 es profesor de análisis de inteligencia en la Universidad de Lund.

## Vida personal
En 1977 se casó con la bibliotecaria sv (nacida en 1952), hija del agrónomo Hilding Frostell y Gunnel (de soltera Brunberg).

## Premios y condecoraciones
- Medalla de la Fuerza de Emergencia de las Naciones Unidas
- Placa Nils Holgersson (2002)[3]

## Honores
- Miembro de la Real Academia Sueca de Ciencias de la Guerra (1990)[1]
- Miembro de la junta directiva de sv (desde 2008)[4]

- Datos: Q611625
- Multimedia: Wilhelm Agrell / Q611625